# El culpable soy yo
El culpable soy yo es el título del 12°. álbum de estudio grabado por el cantautor mexicano Cristian Castro. Fue lanzado al mercado por la empresa discográfica Universal Music Latino el 28 de abril de 2009.

## Antecedentes
En este álbum, Cristian reunió a un grupo superestrella de productores, para así lograr lo que el mismo llama el álbum más ambicioso de su carrera, entre los cuales se encuentran el legendario A.B. Quintanilla III: quien afirmó que desde Selena no había trabajado con un cantante tan talentoso, Armando Ávila: mexicano ganador de varios Latin Grammy, Christian Leuzzi: que ha trabajado con artistas como Celine Dion, entre muchos otros, y Kiko Cibrián, con quien forjó grandes éxitos al inicio de su carrera. [cita requerida]

## Recepción
El álbum obtuvo una nominación para la 22°. entrega de Premios Lo Nuestro en la categoría de Álbum Pop del Año, celebrada el jueves 18 de febrero de 2010, pero perdió contra Sin frenos de La 5ta. Estación. [cita requerida]

## Lista de canciones
| El culpable soy yo |                                           |                                                     |                                  |          |  |
| N.º                | Título                                    | Escritor(es)                                        | Productor (es)                   | Duración |  |
| 1.                 | «En este bar»                             | A.B. Quintanilla III · Luigi Giraldo                | A.B. Quintanilla · Luigi Giraldo | 4:01     |  |
| 2.                 | «Como dos tontos»                         | Edgar Cortázar · Ernesto Cortázar                   | Kiko Cibrián                     | 3:46     |  |
| 3.                 | «Ten valor»                               | Cristian Castro · Armando Ávila · Christian Sánchez | Armando Ávila                    | 3:46     |  |
| 4.                 | «Por la espalda»                          | América Jiménez · Dany Tomás                        | Kiko Cibrián                     | 3:57     |  |
| 5.                 | «Mi bien amada y yo» (con Socorro Castro) | Cristian Castro                                     | Kiko Cibrián                     | 4:30     |  |
| 6.                 | «Nuestra verdad»                          | Christian Leuzzi                                    | Christian Leuzzi                 | 4:22     |  |
| 7.                 | «No me digas»                             | A.B. Quintanilla III · Luigi Giraldo                | A.B. Quintanilla · Luigi Giraldo | 3:09     |  |
| 8.                 | «No engañes al amor»                      | Christian Leuzzi                                    | Christian Leuzzi                 | 3:40     |  |
| 9.                 | «Eres tú»                                 | Patricia Loaiza · Reuven "Paquirri" Amiel           | Kiko Cibrián                     | 3:54     |  |
| 10.                | «El culpable soy yo»                      | Gloria España                                       | Armando Ávila                    | 3:38     |  |
| 11.                | «No me digas (Versión balada)»            | A.B. Quintanilla III · Luigi Giraldo                | Luigi Giraldo                    | 3:25     |  |

© MMIX. Universal Music Latino.

| iTunes Bonus Track |                             |          |  |
| N.º                | Título                      | Duración |  |
| 1.                 | «Seguir sin ti»             |          |  |
| 2.                 | «No me digas (House remix)» |          |  |

## Posicionamiento en listas
| Listas (2009)                                     | Mejor posición |
| ------------------------------------------------- | -------------- |
| Estados Unidos (Latin Pop Albums)[cita requerida] | 3              |
| Estados Unidos (Top Latin Albums)[cita requerida] | 7              |